# André Cayatte
André Cayatte (ur. 3 lutego 1909 w Carcassonne, zm. 6 lutego 1989 w Paryżu) – francuski reżyser i scenarzysta filmowy. Z wykształcenia prawnik, zasłynął filmami, w których podejmował ważkie tematy etyczne i obyczajowe, związane najczęściej z wymiarem sprawiedliwości i kwestią odpowiedzialności moralnej. Za kontynuatora tej tematyki we francuskim kinie i niejako spadkobiercę Cayatte’a uważa się Costę-Gavrasa.

## Życiorys
Ukończył studia prawnicze, zajmował się też dziennikarstwem, pisał powieści i scenariusze. Swoją karierę reżyserską rozpoczął w 1942, czyli jeszcze podczas hitlerowskiej okupacji. Najsłynniejsze filmy Cayatte’a, z charakterystyczną dla niego tematyką okołoprawniczą, powstały w latach 50. Były to zwłaszcza szeroko dyskutowane i nagradzane obrazy: Sprawiedliwości stało się zadość (1950, Złoty Lew na 11. MFF w Wenecji), Wszyscy jesteśmy mordercami (1952, Nagroda Specjalna Jury na 5. MFF w Cannes) oraz Przejście Renu (1960, drugi w karierze Złoty Lew, tym razem na 21. MFF w Wenecji). Pierwszy z nich dotyczył problemu eutanazji, drugi – kary śmierci, a ostatni poświęcony był pracy przymusowej francuskich żołnierzy na rzecz hitlerowskich Niemiec w czasie wojny.
Cayatte pracował z powodzeniem do końca lat 70. W jego późnych filmach główne role często odgrywała jego ówczesna muza Annie Girardot. Zagrała ona m.in. w skandalizującym obrazie Umrzeć z miłości (1971), ukazującym prawdziwą historię romansu nauczycielki i ucznia, oraz w Nie ma dymu bez ognia (1973, Nagroda Specjalna Jury na 23. MFF w Berlinie), w którym reżyser zajął się opisem opartej na oszczerstwach, brudnej kampanii wyborczej.

## Wybrana filmografia

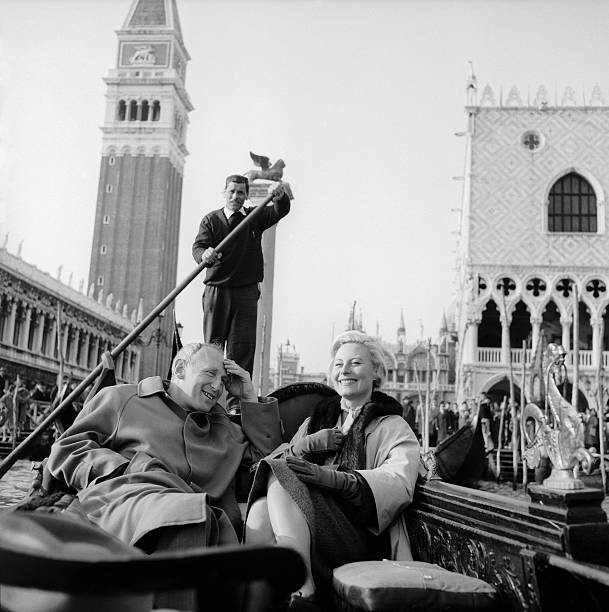
Bourvil i Michèle Morgan w filmie Lustro o dwóch twarzach (1958) Cayatte’a.

### Reżyser
- 1942: Fałszywa kochanka (La fausse maîtresse)
- 1949: Kochankowie z Werony (Les amants de Vérone)
- 1950: Sprawiedliwości stało się zadość (Justice est faite)
- 1952: Wszyscy jesteśmy mordercami (Nous somme tous des assassins)
- 1954: Przed potopem (Avant le déluge)
- 1958: Lustro o dwóch twarzach (Le miroir à deux faces)
- 1960: Przejście Renu (Le passage du Rhin)
- 1967: Dlaczego kłamały? (Les risques du métier)
- 1971: Umrzeć z miłości (Mourir d’aimer)
- 1973: Nie ma dymu bez ognia (Il n’y a pas de fumée sans feu)
- 1978: Wciąż o miłości (L’amour en question)